# Peter Funke (Anglist)
Peter Funke (* 2. November 1927 in Dresden; † 20. März 2023) war ein deutscher Anglist, Fachdidaktiker und Hochschullehrer.

## Leben und Wirken
Peter Funke leistete im Zweiten Weltkrieg Militärdienst und geriet für längere Zeit in Kriegsgefangenschaft. Ab 1948 studierte er Anglistik und Geschichte an der Universität Hamburg. Dort promovierte er, unterbrochen durch einen Studienaufenthalt in London, 1959 mit einer Arbeit über „Britische Landpolitik in der Kronkolonie Kenia“. Die beiden Staatsexamen für den höheren Schuldienst legte er 1959 und 1961 ab. Nach kurzer Tätigkeit als wissenschaftlicher Assistent an der Universität Hamburg (1959 bis 1960) war er bis 1962 im Schuldienst tätig und kam 1962 als Studienrat im Hochschuldienst an die Universität zurück. 1965 wurde er außerordentlicher Professor, 1966 Ordinarius an der Pädagogischen Hochschule Bielefeld. Im Jahre 1980 wurde er dann ordentlicher Professor für Englische Sprache und ihre Literatur und ihre Didaktik an der Universität Bielefeld. Während seiner Dienstzeit an der PH Bielefeld wurde die Abteilung Bielefeld der seinerzeitigen Pädagogischen Hochschule Westfalen-Lippe in die Universität integriert.
Funke veröffentlichte vor allem über fachdidaktische Themen aus dem Bereich der Amerikanistik. Sein Band „Oscar Wilde in Selbstzeugnissen und Bilddokumenten“ erfuhr ab 1966 insgesamt 20 Auflagen. Zuletzt veröffentlichte er 2013 einen Band über die Malerin Helene Funke, mit der er verwandt war.
Peter Funke engagierte sich für die deutsch-britischen Beziehungen und hatte 33 Jahre lang den Vorsitz der Deutsch-Britischen Gesellschaft in Bielefeld inne. 1989 wurde er für diese Tätigkeit mit dem Bundesverdienstkreuz am Bande ausgezeichnet.

## Veröffentlichungen (Auswahl)
- (Bearb.): Oscar Wilde / Briefe. Bd. 2: Anmerkungen. Für die deutsche Ausgabe bearbeitet u. ergänzt durch Peter Funke. Reinbek, Rowohlt 1966.

- Oscar Wilde in Selbstzeugnissen und Bilddokumenten (= Rowohlts Monographie. Bd. 148). Reinbek, Rowohlt 1969 (20. Aufl. 2013, ISBN 978-3-499-50148-7).
- (Hrsg.): Curricular aspects of American studies at secondary schools in Europe. German Association of American Studies, Bielefeld 1978.
- (Hrsg.): Approaches to teaching American studies. German Association of American Studies, Bielefeld 1980.
- Zur gegenwärtigen Situation der Lehrerausbildung in den USA. In: Rüdiger Ahrens (Hrsg.): Amerikanische Bildungswirklichkeit heute (= Hildesheimer Beiträge zu den Erziehungs- und Sozialwissenschaften. Bd. 15). Olms, Hildesheim 1981, ISBN 3-487-07039-1, S. 87–111.
- Der Dramentext und seine Aufführung, dargestellt an 'As you like it'. In: Rüdiger Ahrens (Hrsg.): William Shakespeare. Didaktisches Handbuch. Bd. 1 (= UTB. Bd. 1111). Fink, München 1982, ISBN 3-7705-2038-6, S. 261–292.
- Der strukturalistische Ansatz bei der Interpretation von Shakespeares 'As you like it'. In: Ebd., Bd. 2 (= UTB. Bd. 1112). Fink, München 1982, ISBN 3-7705-2039-4, S. 493–516.
- Was ist Erfahrung amerikanischer Wirklichkeit? Zur Lernzielproblematik einer Didaktik der Amerikastudien. In: Lothar Bredella (Hrsg.): Die USA in Unterricht und Forschung. Kamp, Bochum 1984, ISBN 3-592-70020-0, S. 55–69.
- Amerikastudien zwischen Forschung und Lehre. Die zwanziger Jahre im Spiegel von Texten. In: Franz Kuna (Hrsg.): Dialog der Texte. Literatur und Landeskunde (= Tübinger Beiträge zur Anglistik. Bd. 8). Narr, Tübingen 1986, ISBN 3-87808-451-X, S. 367–396.
- Die Darstellung der USA in den deutschen Lehrwerken zum Englischunterricht. In: Klaus Weigelt (Hrsg.): Das Deutschland- und Amerikabild. Beiträge zum gegenseitigen Verständnis beider Völker. Knoth, Melle 1986, ISBN 3-88368-113-X, S. 83–94.
- (Mitautor): Wolfgang Jacobmeyer (Hrsg.): Die Bundesrepublik Deutschland und die Vereinigten Staaten von Amerika. Die landeskundliche Darstellung in Sprachlehrbüchern beider Länder (= Studien zur internationalen Schulbuchforschung. Bd. 48). Diesterweg, Frankfurt am Main 1988, ISBN 3-88304-248-X.
- (Hrsg.): Understanding the USA. A cross-cultural perspective. Narr, Tübingen 1989, ISBN 3-87808-336-X.
- Die Malerin Helene Funke 1869–1967. Leben und Werk. Böhlau, Wien/Köln 2013, ISBN 978-3-205-78620-7.